# Rachel Portman
Rachel Portman, OBE (Haslemere, 11 de diciembre de 1960), es una compositora británica, conocida principalmente por su trabajo en cine. Fue la primera mujer en ganar el Premio Óscar a la mejor banda sonora original, en 1996, por la película Emma, y posteriormente fue nominada dos veces más por las bandas sonoras de The Cider House Rules (1999) y Chocolat (2000), ambas aclamadas por la crítica. El 2010 le concedieron la Orden del Imperio Británico (OBE), y es miembro honorario del Worcester College, Oxford. Durante su carrera ha compuesto más de 100 bandas sonoras para cine y televisión, y además destacan sus colaboraciones con la BBC en la producción de una ópera basada en El Principito y de la sinfonía coral The Water Diviner's Tale entre otras.
Su éxito en su profesión deriva de una afinidad natural por las particularidades de la narrativa de las películas y de su capacidad para forjar una articulación completa de la tesis emocional de una película mediante su don para el color y la narración. Sus elecciones profesionales de Portman complementan sus habilidades compositivas, creando un nido único como compositora de historias llenas de humanidad, una rareza en un mundo del cine dominado por la taquilla en los años 2000 y 2010.

## Biografía
Hija de Penelope Mowat y Berkeley Charles Berkeley Portman. Estudió en Charterhouse School y  Worcester College, Oxford. Se interesó en la música desde muy pequeña, empezando a componer a los 14 años.

### Primera etapa musical
Después de acabar la escuela, Portman estudió música a Worcester College, Oxford, y composición con Roger Steptoe. Fue aquí donde empezó su interés para componer música para películas. Empezó a experimentar con escribir música para películas estudiantiles y producciones de teatro.[6] Compuso para producciones en el Oxford Playhouse e hizo la partitura para una película estudiantil, Privileged, que se vendió a la BBC. La suya primera comisión profesional para la partitura de una película vino de la mano de David Puttnam el 1982 con Experience Preferred... But Not Essential.Más adelante empezó con componer música para películas de la BBC y Channel 4 como por ejemplo Oranges Are Not the Only Fruit, Four Days in July de Mike Leigh y la serie The Storyteller de Jim Henson.

### Años 1990 - 2000
Desde el 1992 ha estado muy solicitada para producciones de Hollywood y continúa siendo una de las pocas compositoras femeninas que ha logrado un éxito significativo en este ámbito. Con Emma (1996) se convirtió en la primera mujer compositora a recibir un Oscar. En una entrevista, hablando sobre cuál cree que ha sido la influencia de su éxito en la hora de asentar un precedente por las mujeres compositoras, Rachel Portman afirma que "Nunca he pensado en mí misma como una mujer compositora, solo como una compositora. Nunca me había planteado que era una de las pocas mujeres en la composición de bandas sonoras cuando empecé. Todavía hay una enorme desigualdad a la industria cuando ahora hay muchas mujeres compositoras de bandas sonoras con gran talento. Espero que cada vez sea más y más común ver mujeres compositoras a los créditos de películas y de televisión al futuro".
Sus partituras cinematográficas alcanzan una variedad de estilos, a pesar de que es más conocida para componer texturas claras dominadas por las cuerdas, a menudo sombradas con líneas líricas de madera. Orquesta mucha de su propia música, pero también trabaja estrechamente con la orquestrador Jeff Atmajian. A pesar de que Portman se hizo conocida como compositora de comedias románticas, su versatilidad se refleja en los muchos géneros que ha explorado desde finales de la década de 1990, que van desde el drama serio al thriller psicológico.
Portman fue nombrada Oficial de la Orden del Imperio Británico (OBE) el 2010.

### Colaboraciones
Entre sus colaboraciones destacan las llevadas a cabo con Lasse Hallström a The Cider House Rules (1999) y Chocolat (2000), las bandas sonoras de las cuales fueron nominadas a los Oscars a la mejor banda sonora. Sus partituras para Beloved (1998) y Manchurian Candidate (2004) del director Jonathan Demme son especialmente impactantes; las dos se desvían de su sonido orquestal más familiar. En particular, Beloved presenta voz solista, corazón e instrumentos africanos en lugar de la orquesta completa. También ha colaborado habitualmente con el autor Michael Morpurgo y juntos han escrito el villancico We Were There (2014) por la Royal Liverpool Philharmonic Orchestra y lo Youth Chorus.
También destacan las producciones que ha llevado a cabo con la BBC.

### Estrenos
El 2003, su ópera basada en El Principito de Saint-Exupéry se estrenó a Houston Grand Opera y desde entonces se ha interpretado a todos los Estados Unidos y se ha grabado bajo los auspicios de la BBC. Es una de las relativamente pocas óperas destinadas tanto a niños como adultos. Caracterizada por líneas vocales limpiamente esculpidas para voz de soprano infantil y corazones infantiles animados, la ópera representa la obra más ambiciosa de la compositora. También estrenó The Water Diviner’s Talo (2007), inspirada en el cambio climático, una sinfonía coral por los BBC Proms y, más tarde, Endangered (2012), la cual es una obra orquestal encargada por el Centro Nacional de las Artes Interpretativas de Pekín por el Concierto del Día Mundial del Medio Ambiente el 2013.
El 2019, Portman escribió Earth Song para los Cantores de la BBC con el texto del poeta Nick Drake y Greta Thunberg. Portman compuso la banda sonora del especial de Navidad de la BBC1, Mimi and the Mountain Dragon (2019), y el febrero de 2020 grabó su primer álbum Ask the River como compositora y pianista para Node Records.

## Sobre la composición y el proceso compositivo
Sobre el proceso de componer una banda sonora, Portman describe: "Mi trabajo empieza ciando todos los elementos de la película están casi completados. Empiezo a extraer de estos elementos el mundo en el cual debe vivir la música. Es muy importante para mi pasar mucho tiempo empapándome en la película, porque la música debe encajar con las escenas. Miro cada escena una y otra vez, para observar el ritmo de la película, y ver cuánto dura cada escena. Para mi, componer es completamente intuitivo. Lo que me hace seguir es la emoción".
Para Portman, las melodías son el elemento más importante de la música de cualquier película. A menudo estructura sus composiciones alrededor de las ideas melódicas: "Cuando estoy empezando [la música de] una película, si necesita una melodía, debo encontrar la melodía correcta. Y eso se convierte en el elemento del cual dependerá toda la música, el elemento del cual sale todo lo demás". Así, muchas de sus bandas sonoras se construyen a partir de un motivo melódico principal, que se extrapola y modifica creando otros temas secundarios.
Rachel Portman afirma que "el objetivo de una banda sonora es iluminar la historia", y por eso un elemento que utiliza de manera muy meticulosa es la tímbrica en la orquestración en cada momento: "Los instrumentos tienen color. Por ejemplo, me gusta utilizar el clarinete porque puede ser feliz o triste, aunque no tan triste como un oboé y no tan romántico como una flauta". También, sobre la relación entre la música y la escena, Portman explica: "Creo que la buena composición [de bandas sonoras] debe poder sustentar-se por si misma. Si quitas la película, compras el CD, te lo llevas a casa y lo escuchas, ha de funcionar"

## Composiciones[12][4]
Portman fue nominada al premio Óscar por sus producciones para The Cider House Rules en 1999 y Chocolat en 2000. También compuso las bandas sonoras de docenas de otros filmes, entre los que se destacan: Benny & Joon (1993), Ethan Frome (1993), Sólo tú (1994), Smoke (1995), Marvin's room (1996), Adictos al amor (1997), La bella y la bestia 2 (1997), La leyenda de Bagger Vance (2000), La verdad sobre Charlie (2002), Hart's War (2002), La sonrisa de Mona Lisa (2003), La mancha humana (2003), El mensajero del miedo (2004), Oliver Twist (2005), Infamous (2006), La casa del lago (2006), La Duquesa (2005) One Day (2011) y El Héroe de Berlín (2016).
Para televisión, compuso la banda original de los trece episodios de El Cuentacuentos de Jim Henson, y dos episodios de The Jim Henson Hour ("Monster Maker" y "Living with Dinosaurs").
Otros trabajos incluyen una ópera infantil, The Little Prince (que luego fue adaptada para televisión). En agosto de 2007 fue comisionada para escribir una pieza de música coral para el BBC Proms series.

### Composiciones no cinematográficas
- The Little Prince (2003) - ópera en dos actos basada en el libro El Principito.
- The Water Diviner's Tale (2007) - encargo para las BBC Proms
- Little House on the Prairie (2008) - musical basado en el libro de Laura Elizabeth Ingalls del mismo nombre y estrenado en el Guthrie Theater de Minneapolis
- Christmas with love from Mrs Claus (2016) - música para el anuncio navideño de M&S
- Endangered (2012)
- Earth Song (2019) - encargo para BBC Radio 3
- Ask the River - álbum con composiciones suyas para piano interpretadas por ella misma (2020)
- The First Morning of the World en el disco Eden de Joyce DiDonato, 2022)
- Beyond the Screen - Film Works on Piano (2023)

### Bandas sonoras de películas
- Privileged (1982)
- Experience Preferred... But not essential (1982)
- The woman in black (1989)
- Shoot to Kill (1990)
- Life is Sweet (1990)
- Where Angels Fear to Tread (1991)
- Used People (1992)
- Rebecca's Daughters (1992)
- The Joy Luck Club (1993)
- Benny & Joon (1993)
- Ethan Frome (1993)
- The Road to Wellville (1994)
- War of the Buttons (1994)
- Sirens (1994)
- Only You (1994)
- A Pyromaniac's Love Story (1995)
- To Wong Foo, Thanks for Everything! Julie Newmar (1995)
- Palookaville (1995)
- Smoke (1995)
- Les aventures de Pinotxo (The Adventures of Pinocchio) (1996)
- Emma (1996)
- Marvin's Room (1996)
- Addicted to Love (1997)
- Home Fries (1998)
- Beloved (1998)
- The Other Sister (1999)
- The Cider House Rules (1999)
- Ratcatcher (1999)
- Chocolat (2000)
- The Legend of Bagger Vance (2000)
- The Emperor's New Clothes (2001)
- The Truth About Charlie (2002)
- Hart's War (2002)
- Mona Lisa Smile (2003)
- The Human Stain (2003)
- The Manchurian Candidate (2004)
- Lard (2004)
- Julia (2005)
- Because of Winn-Dixie (2005)
- Oliver Twist (2005)
- Infamous (2006)
- The Lake House (2006)
- The Duchess (2008)
- Sisterhood of the Traveling Pants 2 (2008)
- Grey Gardens (2009)
- Never Let Me Go (2010)
- Snow Flower and the Secret Fan (2011)
- One Day (2011)
- The Vow (2012)
- Bel Ami (2012)
- Private Peaceful (2012)
- Belle (2013)
- Paradise (2013)
- The Right Kind of Wrong (2013)
- Still Life (2013)
- Dolphin Tale 2 (2014)
- Bessie (2015)
- Despite the Falling Snow (2016)
- Race (2016)
- Remembering Christmas (2016)
- Their Finest (2016)
- A Dog's Purpose (2017)
- Mimi and the Mountain Dragon (2019)
- Godmothered (2020)

## Premios y distinciones
Premios Óscar
| Año  | Categoría                              | Película                          | Resultado |
| ---- | -------------------------------------- | --------------------------------- | --------- |
| 1997 | Mejor banda sonora - Comedia o musical | Emma                              | Ganadora  |
| 2000 | Oscar a la mejor banda sonora          | Las normas de la casa de la sidra | Nominada  |
| 2001 | Oscar a la mejor banda sonora          | Chocolat                          | Ganadora  |

- 2010. Premio BMI Richard Kirk Career Achievement Award[16]
- 2015.  Primetime Emmy a la mejor composición para miniseries, película o especial por Bessie[17]

### Nominaciones
- 1988. Premio British Film Institute Young Composer of the Year.
- 1990. BAFTA a la mejor banda sonora para televisión por The Woman in Black
- 1991. BAFTA  a la mejor banda sonora para televisión por Oranges Are Not The Only Fruit
- 1993. BAFTA Cymru a la mejor banda sonora por Rebecca's Daughters
- 1999. Flanders International Film Festival Award por Ratcatcher.
- 2000. Premio Muse Award From the New York Women in Film and Television
- 2001. Grammy a la mejor banda sonora para película, televisión o medio visual por The Cider House Rules
- 2001. Globo de Oro a la mejor banda sonora por Chocolat
- 2002. Grammy a la mejor banda sonora para película, televisión o medio visual por Chocolat[18]
- 2005. Primetime Emmy a la mejor dirección musical por el episodio "The Little Prince"
- 2009. Primetime Emmy a la mejor composición para miniseries, película o especial por Grey Gardens